# Indigofera imerinensis
Indigofera imerinensis är en ärtväxtart som beskrevs av Du Puy och Jean-Noël Labat. Indigofera imerinensis ingår i släktet indigosläktet, och familjen ärtväxter. Inga underarter finns listade i Catalogue of Life.